# Sekrety rodzinne (program telewizyjny)
Sekrety rodzinne – polski telewizyjny program rozrywkowo-dokumentalny oparty na brytyjskim formacie Who Do You Think You Are? (na licencji BBC) emitowany na antenie TVP1 w latach 2006–2007. Jego prowadzącym był Tomasz Kammel. Formuła programu polega na badaniu rodowodu gwiazd telewizji, kina i muzyki.
Program przyciągał w Wielkiej Brytanii ok. 6 milionów widzów. Licencję do realizacji programu nabyły stacje telewizyjne m.in. w Kanadzie, Francji, Niemczech i Australii, starały się o nią również największe stacje w USA.

## Lista odcinków
| Nr | Rodzina                                            | Data i pora emisji           |
| -- | -------------------------------------------------- | ---------------------------- |
| 1  | Cugowscy (Krzysztof z synami Wojciechem i Piotrem) | 12 listopada 2006 (nd 17.25) |
| 2  | Pazurowie (Cezary i Radosław)                      | 26 listopada 2006 (nd 17.25) |
| 3  | Rabczewscy (Doda z rodzicami)                      | 17 grudnia 2006 (nd 17.25)   |
| 4  | Śleszyńscy (m.in. Hanna, Kazimiera Szczuka)        | 14 stycznia 2007 (nd 17.20)  |
| 5  | Barcisiowie (Artur z matką i synem)                | 28 stycznia 2007 (nd 17.20)  |
| 6  | Schejbalowie (Magdalena z ojcem Jerzym i rodziną)  | 11 lutego 2007 (nd 17.45)    |
| 7  | Stuhrowie (Jerzy, Barbara, Maciej i Marianna)      | 25 lutego 2007 (nd 17.20)    |
| 8  | Damięccy (Maciej i Mateusz)                        | 17 marca 2007 (so 15.50)     |